# Campeonato colombiano 2000
El Campeonato colombiano 2000 fue la 53a edición de la Categoría Primera A de fútbol profesional colombiano. Comenzó el sábado 12 de febrero y finalizó el domingo 17 de diciembre. 

## Cobertura por televisión
Al igual que en el campeonato anterior, los derechos de transmisión por televisión siguieron a cargo de los canales privados Caracol Televisión y RCN Televisión (alternando entre ellos la transmisión de un partido por fecha) y también por la cableoperadora Sky (hasta 3 partidos por fecha).

## Sistema de juego
En los torneos Apertura y Finalización se dividieron los 16 equipos en dos octogonales, disputándose siete fechas. Posteriormente se llevaron a cabo 15 fechas bajo el sistema de todos contra todos. En el segundo semestre, los cuatro primeros clasificados avanzan al cuadrangular final, donde el ganador se procamaría al campeón del torneo y obtendrá, junto a los ganadores de los torneos Apertura y Finalización, los tres cupos de Colombia en la fase de grupos de la Copa Libertadores 2001.

## Equipos participantes

### Relevo anual de clubes
| Ascendido a la Primera A                      |
| --------------------------------------------- |
| Real Cartagena (Campeón de la Primera B 1999) |

| Descendido a la Primera B                                 |
| --------------------------------------------------------- |
| Unión Magdalena (Peor promedio acumulado en la Primera A) |

### Datos de los clubes
| Equipo                 | Ciudad              | Estadio                        |
| ---------------------- | ------------------- | ------------------------------ |
| América de Cali        | Cali                | Olímpico Pascual Guerrero      |
| Atlético Bucaramanga   | Bucaramanga         | Alfonso López                  |
| Atlético Huila         | Neiva               | Guillermo Plazas Alcid         |
| Atlético Nacional      | Medellín            | Atanasio Girardot              |
| Cortuluá               | Tuluá               | Doce de Octubre                |
| Deportes Quindío       | Armenia             | Centenario                     |
| Deportes Tolima        | Ibagué              | Manuel Murillo Toro            |
| Deportivo Cali         | Cali                | Olímpico Pascual Guerrero      |
| Deportivo Pasto        | Pasto               | Departamental Libertad         |
| Envigado F. C.         | Envigado            | Polideportivo Sur              |
| Independiente Medellín | Medellín            | Atanasio Girardot              |
| Junior                 | Barranquilla        | Metropolitano Roberto Meléndez |
| Millonarios            | Bogotá              | Nemesio Camacho El Campín      |
| Once Caldas            | Manizales           | Estadio Palogrande             |
| Real Cartagena         | Cartagena de Indias | Pedro de Heredia               |
| Santa Fe               | Bogotá              | Nemesio Camacho El Campín      |

### Localización
| Antioquia       | 3 | Atlético Nacional, Envigado F. C. e Independiente Medellín | Nacional Envigado F. C. DIM Millonarios Santa Fe Caldas Quindío Cortuluá América Cali Bucaramanga Tolima Junior Cartagena Huila Pasto |
| Valle del Cauca | 3 | América de Cali, Cortuluá y Deportivo Cali                 | Nacional Envigado F. C. DIM Millonarios Santa Fe Caldas Quindío Cortuluá América Cali Bucaramanga Tolima Junior Cartagena Huila Pasto |
| Bogotá, D. C.   | 2 | Millonarios y Santa Fe                                     | Nacional Envigado F. C. DIM Millonarios Santa Fe Caldas Quindío Cortuluá América Cali Bucaramanga Tolima Junior Cartagena Huila Pasto |
| Atlántico       | 1 | Junior                                                     | Nacional Envigado F. C. DIM Millonarios Santa Fe Caldas Quindío Cortuluá América Cali Bucaramanga Tolima Junior Cartagena Huila Pasto |
| Bolívar         | 1 | Real Cartagena                                             | Nacional Envigado F. C. DIM Millonarios Santa Fe Caldas Quindío Cortuluá América Cali Bucaramanga Tolima Junior Cartagena Huila Pasto |
| Caldas          | 1 | Once Caldas                                                | Nacional Envigado F. C. DIM Millonarios Santa Fe Caldas Quindío Cortuluá América Cali Bucaramanga Tolima Junior Cartagena Huila Pasto |
| Huila           | 1 | Atlético Huila                                             | Nacional Envigado F. C. DIM Millonarios Santa Fe Caldas Quindío Cortuluá América Cali Bucaramanga Tolima Junior Cartagena Huila Pasto |
| Nariño          | 1 | Deportivo Pasto                                            | Nacional Envigado F. C. DIM Millonarios Santa Fe Caldas Quindío Cortuluá América Cali Bucaramanga Tolima Junior Cartagena Huila Pasto |
| Quindío         | 1 | Deportes Quindío                                           | Nacional Envigado F. C. DIM Millonarios Santa Fe Caldas Quindío Cortuluá América Cali Bucaramanga Tolima Junior Cartagena Huila Pasto |
| Santander       | 1 | Atlético Bucaramanga                                       | Nacional Envigado F. C. DIM Millonarios Santa Fe Caldas Quindío Cortuluá América Cali Bucaramanga Tolima Junior Cartagena Huila Pasto |
| Tolima          | 1 | Deportes Tolima                                            | Nacional Envigado F. C. DIM Millonarios Santa Fe Caldas Quindío Cortuluá América Cali Bucaramanga Tolima Junior Cartagena Huila Pasto |

## Torneo Apertura
| Pos | Equipo                 | Pts | PJ | PG | PE | PP | GF | GC | Dif |
| --- | ---------------------- | --- | -- | -- | -- | -- | -- | -- | --- |
| 1.  | Deportivo Cali         | 40  | 22 | 11 | 7  | 4  | 36 | 22 | 14  |
| 2.  | América de Cali        | 38  | 22 | 11 | 5  | 6  | 42 | 22 | 20  |
| 3.  | Deportes Tolima        | 36  | 22 | 11 | 3  | 8  | 36 | 29 | 7   |
| 4.  | Millonarios            | 33  | 22 | 8  | 9  | 5  | 32 | 27 | 5   |
| 5.  | Atlético Nacional      | 32  | 22 | 9  | 5  | 8  | 35 | 29 | 6   |
| 6.  | Junior de Barranquilla | 32  | 22 | 9  | 5  | 8  | 33 | 27 | 6   |
| 7.  | Cortuluá               | 32  | 22 | 9  | 5  | 8  | 30 | 31 | -1  |
| 8.  | Envigado F. C.         | 32  | 22 | 8  | 8  | 6  | 30 | 25 | 5   |
| 9.  | Independiente Santa Fe | 31  | 22 | 8  | 7  | 7  | 32 | 30 | 2   |
| 10. | Real Cartagena         | 27  | 22 | 7  | 6  | 9  | 21 | 23 | -2  |
| 11. | Atlético Huila         | 27  | 22 | 6  | 9  | 7  | 21 | 27 | -6  |
| 12. | Once Caldas            | 27  | 22 | 6  | 9  | 7  | 24 | 31 | -7  |
| 13. | Independiente Medellín | 26  | 22 | 6  | 8  | 8  | 28 | 34 | -6  |
| 14. | Deportivo Pasto        | 22  | 22 | 6  | 4  | 12 | 27 | 44 | -17 |
| 15. | Atlético Bucaramanga   | 21  | 22 | 5  | 6  | 11 | 16 | 28 | -12 |
| 16. | Deportes Quindío       | 21  | 22 | 5  | 6  | 11 | 24 | 38 | -14 |

 Pts=Puntos; PJ=Partidos jugados; G=Partidos ganados; E=Partidos empatados; P=Partidos perdidos; GF=Goles a favor; GC=Goles en contra; DIF=Diferencia de gol
|  | Ganador del Torneo Apertura y clasificado a la Copa Libertadores 2001. |

## Torneo Finalización
| Pos | Equipo                 | Pts | PJ | PG | PE | PP | GF | GC | Dif |
| --- | ---------------------- | --- | -- | -- | -- | -- | -- | -- | --- |
| 1.  | América de Cali        | 48  | 22 | 14 | 6  | 2  | 40 | 20 | 20  |
| 2.  | Independiente Santa Fe | 43  | 22 | 13 | 4  | 5  | 33 | 22 | 11  |
| 3.  | Junior                 | 38  | 22 | 10 | 8  | 4  | 37 | 23 | 14  |
| 4.  | Millonarios            | 36  | 22 | 9  | 9  | 4  | 32 | 23 | 9   |
| 5.  | Deportes Tolima        | 33  | 22 | 10 | 3  | 9  | 31 | 25 | 6   |
| 6.  | Once Caldas            | 33  | 22 | 9  | 6  | 7  | 29 | 19 | 10  |
| 7.  | Atlético Nacional      | 28  | 22 | 8  | 4  | 10 | 31 | 34 | -3  |
| 8.  | Deportivo Pasto        | 28  | 22 | 7  | 7  | 8  | 29 | 28 | 1   |
| 9.  | Independiente Medellín | 27  | 22 | 7  | 6  | 9  | 28 | 30 | -2  |
| 10. | Atlético Bucaramanga   | 27  | 22 | 7  | 6  | 9  | 23 | 30 | -7  |
| 11. | Atlético Huila         | 26  | 22 | 8  | 2  | 12 | 29 | 39 | -10 |
| 12. | Envigado F. C.         | 26  | 22 | 7  | 5  | 10 | 31 | 38 | -7  |
| 13. | Real Cartagena         | 24  | 22 | 6  | 6  | 10 | 23 | 28 | -5  |
| 14. | Deportes Quindío       | 24  | 22 | 6  | 6  | 10 | 26 | 38 | -12 |
| 15. | Deportivo Cali         | 21  | 22 | 5  | 6  | 11 | 31 | 42 | -11 |
| 16. | Cortuluá               | 19  | 22 | 3  | 10 | 9  | 25 | 39 | -14 |

 Pts=Puntos; PJ=Partidos jugados; G=Partidos ganados; E=Partidos empatados; P=Partidos perdidos; GF=Goles a favor; GC=Goles en contra; DIF=Diferencia de gol
|  | Ganador del Torneo Finalización y clasificado a la Copa Libertadores 2001. |

## Reclasificación
En la tabla de reclasificación se resumen todos los partidos jugados por los 16 equipos entre los meses de febrero y noviembre en los torneos Apertura y Finalización.
| Pos | Equipo                 | Pts | PJ | PG | PE | PP | GF | GC | Dif |
| --- | ---------------------- | --- | -- | -- | -- | -- | -- | -- | --- |
| 1.  | América de Cali        | 86  | 44 | 25 | 11 | 8  | 82 | 42 | 40  |
| 2.  | Independiente Santa Fe | 74  | 44 | 21 | 11 | 12 | 65 | 52 | 13  |
| 3.  | Atlético Junior        | 70  | 44 | 19 | 13 | 12 | 70 | 50 | 20  |
| 4.  | Deportes Tolima        | 69  | 44 | 21 | 6  | 17 | 67 | 54 | 13  |
| 5.  | Millonarios            | 69  | 44 | 17 | 18 | 9  | 64 | 50 | 14  |
| 6.  | Deportivo Cali         | 61  | 44 | 16 | 13 | 15 | 67 | 64 | 3   |
| 7.  | Atlético Nacional      | 60  | 44 | 17 | 9  | 18 | 66 | 63 | 3   |
| 8.  | Once Caldas            | 60  | 44 | 15 | 15 | 14 | 53 | 50 | 3   |
| 9.  | Envigado F. C.         | 58  | 44 | 15 | 13 | 16 | 61 | 63 | -2  |
| 10. | Atlético Huila         | 53  | 44 | 14 | 11 | 19 | 50 | 66 | -16 |
| 11. | Independiente Medellín | 53  | 44 | 13 | 14 | 17 | 56 | 64 | -8  |
| 12. | Real Cartagena         | 51  | 44 | 13 | 12 | 19 | 44 | 51 | -7  |
| 13. | Cortuluá               | 51  | 44 | 12 | 15 | 17 | 55 | 70 | -15 |
| 14. | Deportivo Pasto        | 50  | 44 | 13 | 11 | 20 | 56 | 72 | -16 |
| 15. | Atlético Bucaramanga   | 48  | 44 | 12 | 12 | 20 | 39 | 58 | -19 |
| 16. | Deportes Quindío       | 45  | 44 | 11 | 12 | 21 | 50 | 76 | -26 |

 Pts=Puntos; PJ=Partidos jugados; G=Partidos ganados; E=Partidos empatados; P=Partidos perdidos; GF=Goles a favor; GC=Goles en contra; DIF=Diferencia de gol
|  | Clasificado para el cuadrangular final.                                                              |
|  | Clasificado para la Copa Libertadores 2001, ganador del Torneo Apertura.                             |
|  | Clasificado para el cuadrangular final y la Copa Libertadores 2001, ganador del Torneo Finalización. |
|  | Eliminado.                                                                                           |
|  | Descendido a la Categoría Primera B por promedio.                                                    |

## Cuadrangular final
La tercera fase del Campeonato colombiano 2000 consiste en el cuadrangular final. Este es disputado por los cuatro mejores equipos de todo el año. El ganador se coronará campeón del torneo.
| R   | Pos | Equipo                 | Pts | PJ | PG | PE | PP | GF | GC | Dif |
| --- | --- | ---------------------- | --- | -- | -- | -- | -- | -- | -- | --- |
| (1) | 1.  | América de Cali        | 10  | 6  | 3  | 1  | 2  | 7  | 3  | 4   |
| (3) | 2.  | Atlético Junior        | 9   | 6  | 2  | 3  | 1  | 6  | 6  | 0   |
| (4) | 3.  | Deportes Tolima        | 7   | 6  | 2  | 1  | 3  | 5  | 6  | -1  |
| (2) | 4.  | Independiente Santa Fe | 7   | 6  | 2  | 1  | 3  | 9  | 12 | -3  |

 R=Clasificación en la fase de todos contra todos; Pts=Puntos; PJ=Partidos jugados; G=Partidos ganados; E=Partidos empatados; P=Partidos perdidos; GF=Goles a favor; GC=Goles en contra; DIF=Diferencia de gol
|  | Campeón.                                                |
|  | Subcampeón, clasificado para la Copa Libertadores 2001. |

| Fecha 1 - 29 de noviembre de 2000 | Fecha 1 - 29 de noviembre de 2000 | Fecha 1 - 29 de noviembre de 2000 |
| Local                             | Resultado                         | Visitante                         |
| --------------------------------- | --------------------------------- | --------------------------------- |
| Santa Fe                          | 2- 1                              | Deportes Tolima                   |
| America de Cali                   | 2 - 0                             | Junior                            |

| Fecha 2 - 3 de diciembre de 2000 | Fecha 2 - 3 de diciembre de 2000 | Fecha 2 - 3 de diciembre de 2000 |
| Local                            | Resultado                        | Visitante                        |
| -------------------------------- | -------------------------------- | -------------------------------- |
| Junior                           | 4- 3                             | Santa Fe                         |
| Deportes Tolima                  | 1 - 0                            | América de Cali                  |

| Fecha 3 - 6 de diciembre de 2000 | Fecha 3 - 6 de diciembre de 2000 | Fecha 3 - 6 de diciembre de 2000 |
| Local                            | Resultado                        | Visitante                        |
| -------------------------------- | -------------------------------- | -------------------------------- |
| Santa Fe                         | 1 - 0                            | América de Cali                  |
| Junior                           | 1 - 0                            | Deportes Tolima                  |

| Fecha 4 - 10 de diciembre de 2000 | Fecha 4 - 10 de diciembre de 2000 | Fecha 4 - 10 de diciembre de 2000 |
| Local                             | Resultado                         | Visitante                         |
| --------------------------------- | --------------------------------- | --------------------------------- |
| América de Cali                   | 3 - 1                             | Santa Fe                          |
| Deportes Tolima                   | 0 - 0                             | Junior                            |

| Fecha 5 - 13 de diciembre de 2000 | Fecha 5 - 13 de diciembre de 2000 | Fecha 5 - 13 de diciembre de 2000 |
| Local                             | Resultado                         | Visitante                         |
| --------------------------------- | --------------------------------- | --------------------------------- |
| Junior                            | 0 - 0                             | América de Cali                   |
| Deportes Tolima                   | 3 - 1                             | Santa Fe                          |

| Fecha 6 - 17 de diciembre de 2000 | Fecha 6 - 17 de diciembre de 2000 | Fecha 6 - 17 de diciembre de 2000 |
| Local                             | Resultado                         | Visitante                         |
| --------------------------------- | --------------------------------- | --------------------------------- |
| América de Cali                   | 2 - 0                             | Deportes Tolima                   |
| Santa Fe                          | 1 - 1                             | Junior                            |

|                                     |
| Bandera de Colombia                 |
| Campeón América de Cali 10.º título |

## Goleadores
| Jugador              | Equipo                          | Goles |
| -------------------- | ------------------------------- | ----- |
| Carlos Castro        | Millonarios                     | 24    |
| Julián Vásquez       | Envigado F. C.                  | 21    |
| Sergio Galván        | Once Caldas                     | 20    |
| Iván René Valenciano | Medellín / Atlético Bucaramanga | 20    |
| Víctor Mafla         | América de Cali                 | 19    |
| Marquinho            | Junior                          | 17    |

## Clasificación a torneos internacionales
| Clasificado como | Copa Libertadores 2001 | Copa Merconorte 2001 |
| ---------------- | ---------------------- | -------------------- |
| Colombia 1       | América de Cali        | América de Cali      |
| Colombia 2       | Deportivo Cali         | Atlético Nacional    |
| Colombia 3       | Junior                 | Millonarios          |

## Cambios de categoría
| Descendido a la Primera B | Ascendido a la Primera A |
| ------------------------- | ------------------------ |
| Deportes Quindío          | Deportivo Pereira        |